# Циклополімеризація
Циклополімеризація (англ. cyclopolymerization, рос. циклополимеризация) має кілька значень:
1. Полімеризація, що супроводиться циклізаціями в головному ланцюзі макромолекул (напр., утворення полімерів за реакцією Дільса — Альдера).
2. Полімеризація, при якій число циклічних структур у структурній ланці утворюваних макромолекул є більшим, ніж у мономері.
3. Полімеризація, при якій з нециклічних мономерів утворюються макромолекули, що містять цикли.